# Могила Єви

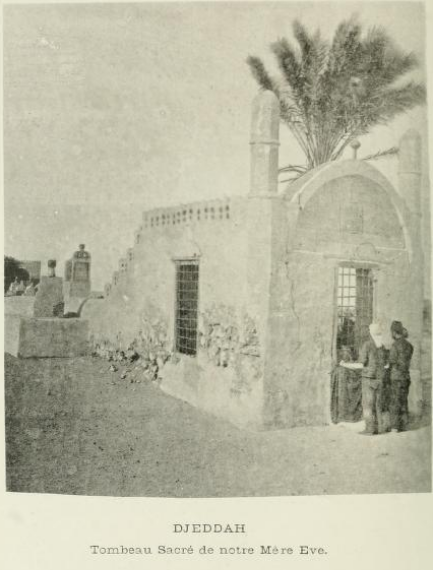
Могила Єви в 1894

Могила Єви або Гробниця Хавви (араб. مقبرة أمنا حواء — Мукбарат умна Хавва) — археологічний об'єкт, що знаходиться в Аль-Амарія (араб. حي العمارية), одному з центральних внутрішньоміських районів міста Джидда Саудівської Аравії. Згідно з мусульманською  традицією вшановується як поховання легендарної Хавви (Єви). За переказами, після гріхопадіння, Хавва опинилася в районі Джидди або Мекки, а Адам потрапив на Шрі-Ланку і залишив на Адамовій вершині слід, шанований буддистами як слід Будди, а шиваїтами як слід Шиви.
Саме місце могили було забетоновано релігійною владою Саудівської Аравії в 1975 році, з причини того, що паломники в порушення ісламських традицій молилися на могилі після сезону хаджа.

## Історичні відомості
За повідомленням саудівської дослідниці Хатун Аджвад аль-Фассі (нар. 1964), Ібн аль-Факіх аль-Хамадані, перський і арабський географ кордону IX століття і X століття, повідомляв, що два друга пророка Мухаммеда, згадували про могилу Хавви.
Анжело Пеше (1864–1925), політик, мандрівник і літератор згадує могилу Хавви у своїй книзі про Джидду. Він наводить найдавнішу документальну згадку про гробницю:
 … у Хамдані (10 століття), який стверджує «Казали, що Адам був в Міні, коли відчув бажання побачити Єву … що Єва прийшла [до Адама] з Джидди, і що він пізнав її на Арафаті». Першим, хто говорить про гробницю Єви, що знаходиться в Джидді, є Ідрісі (сер. 12 ст.). Арабський мандрівний поет Ібн Джубайр (кін. 12 ст.), який пише як очевидець (на відміну від Ал-Ідрісі, вирушив до Джидди для паломництва) стверджує, що у Джидді «є місце, що має древній і високий купол, яке, як кажуть, було пристановищем Єви … на її шляху до Мекки.»… Ібн аль-Мужавір (13 століття), а також ж Ібн Халлікан (13 століття) проводять чіткі вказівки на могилу Єви в Джидді. Ібн Батута (14 століття) ігнорує питання в цілому, а такі історики, як Табарі, Масуді та інші, стверджують, що, згідно з традицією, Єва похована в Джидді, але опускають подробиці про її могилу. 

## Розміри

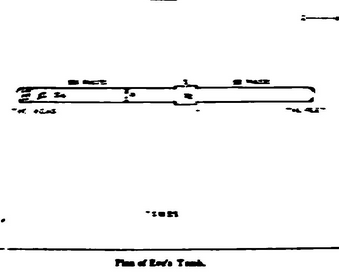
План Могили Єви, виконаний Річардом Френсісом Бертоном в «Personal Narrative of a Pilgrimage to El Medinah and Meccah» (1857)

Французький географ Еміль-Фелікс Готьє (1864–1940) оцінює довжину гробниці в межах близько 130 метрів.
Аун ар-Рафік Паша (Шериф Мекки і Амір Хіджазу в 1882–1905) намагався знести гробницю, але це викликало суспільний резонанс. Після ар-Рафік висловився з цього приводу:
"Невже ви думаєте, що «наша мати» була настільки висока? Якщо ця дурість є міжнародною, нехай могила стоїть. "
Могила була знищена в 1928 році за наказом принца Фейсала, намісника Хіджаза,  оскільки воно нібито підтримувало забобони. А само місце могили було забетоновано релігіозную владою Саудовської Аравії в 1975 году, оскільки паломники, всупереч ісламським традиціям молилися на могилі після сезону хаджа.

## Зображення

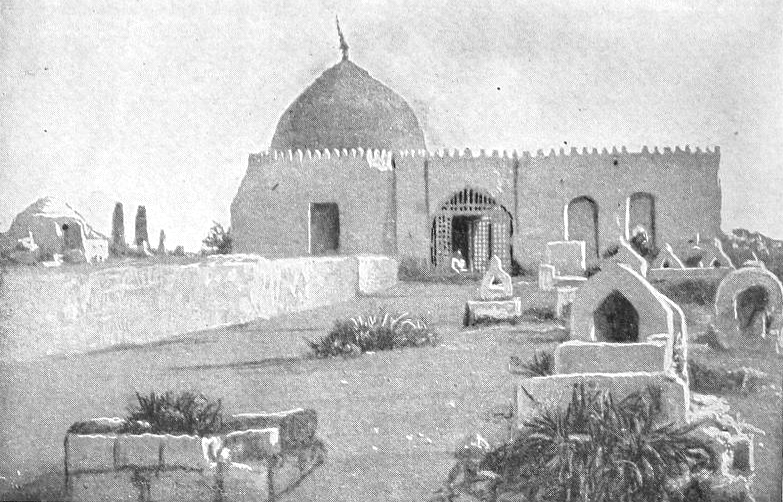
Могила Єви в 1900 році
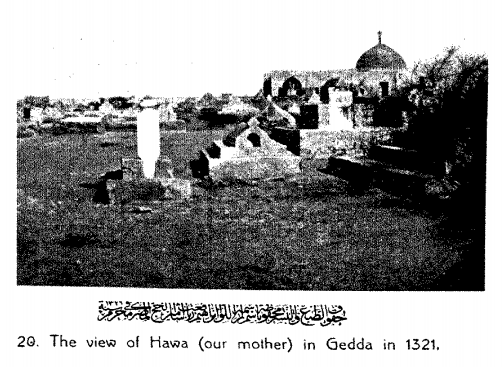
Могила Єви в 1903 році
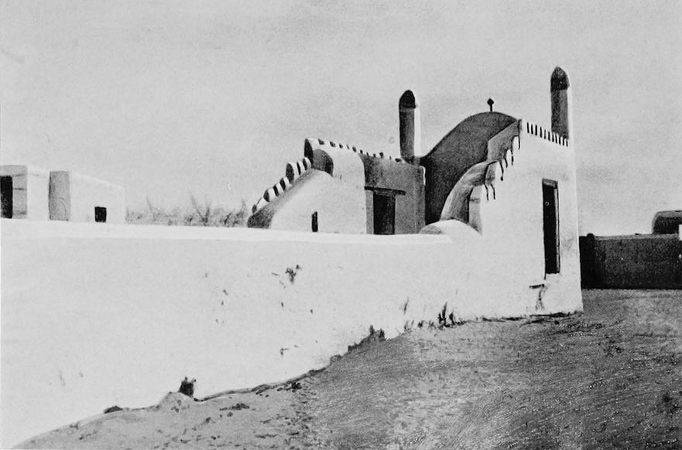
Могила Єви в 1913 році
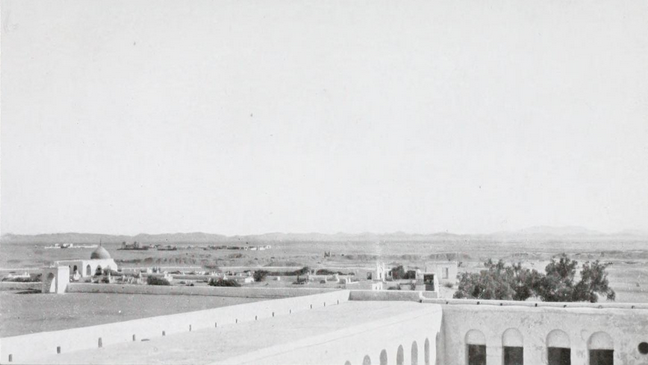
Могила Єви в 1922 році